# Johan Fredrik Broman
Johan Fredrik Broman, född 24 juni 1839 i Eds socken, Kalmar län, död 6 juni 1917 i Östersund,  var en svensk agronom. Han var far till Ivar Broman.
Broman utbildades vid Ultuna lantbruksinstitut och var föreståndare för olika lantbruksskolor, bland annat 1877–1905 för lantbruks- (sedermera lantmanna-)skolan vid Ope i Jämtlands län, samt sekreterare hos Jämtlands läns hushållningssällskap 1885–1914 och föreståndare för frökontrollanstalten i Ope 1887–1917. Han bidrog väsentligt till fjällrasens höjande och utbildning till ren ras, varför han 1913 belönades med Lantbruksakademiens guldmedalj. Han blev 1895 ledamot och 1910 hedersledamot av Lantbruksakademien.